# Sakaiminato
Sakaiminato (japonsky 境港市) je přístavní město v prefektuře Tottori v Japonsku. V roce 2018 mělo přes třiatřicet tisíc obyvatel.

## Poloha a doprava
Sakaiminato leží v severní části poloostrova Jumigahamy. Na východě určuje hranici břeh Japonského moře, na západě břeh brakického jezera Nakaumi, a na severu břeh průlivu Sakai, kterým je jezero spojeno s mořem.
V rámci poloostrova sousedí Sakaiminato na jihu s městem Jonago ve stejné prefektuře. Přes průliv na severu sousedí s městem Macue v prefektuře Šimane.
Město je důležitým přístavem pro rybolov a mezinárodní přepravu zboží. Trajekty je město spojeno s Vladivostokem v Rusku a Tonghe v Jižní Koreji.

## Dějiny
Město vzniklo 1. dubna 1956.

## Kultura
Ve městě vyrůstal kreslíř mangy Šigeru Mizuki, který proslul hlavně tvorbou o nadpřirozených bytostech – jókaiích. Sakaiminato se v 90. letech 20. století stalo turistickou destinací pro fanoušky jeho díla a jókaiů obecně: nachází se zde muzeum Šigeru Mizukiho a ulice nesoucí jeho jméno lemovaná více než 130 bronzovými sochami s postavami z jeho komiksů.

## Rodáci
- Šigeru Mizuki (1922–2015), kreslíř
- Jumi Obeová (* 1975) – fotbalistka